# ローズオキシド
ローズオキシド（英: Rose oxide）は化学式C10H18Oで表される有機化合物。甘みのあるバラのような香りを持ち、ピラン系・モノテルペン系香料として、化粧品や石鹸に使用される。天然には、バラやローズオイル、アンズ、ペパーミントから発見されている。複数の幾何異性体・光学異性体が存在し、香料としての市販品はシス-ラセミ体が中心である。
工業的製法は、シトロネロールの光酸化反応で得られるアリルヒドロペルオキシドを、亜硫酸ナトリウムで還元してジオールとし、その後硫酸で閉環するものである。この場合、シス型とトランス型が同量ずつ生じる。